# Elacatis lineatus
Elacatis lineatus es una especie de coleóptero de la familia Salpingidae.

## Distribución geográfica
Habita en Camerún.